# Thale Vangen

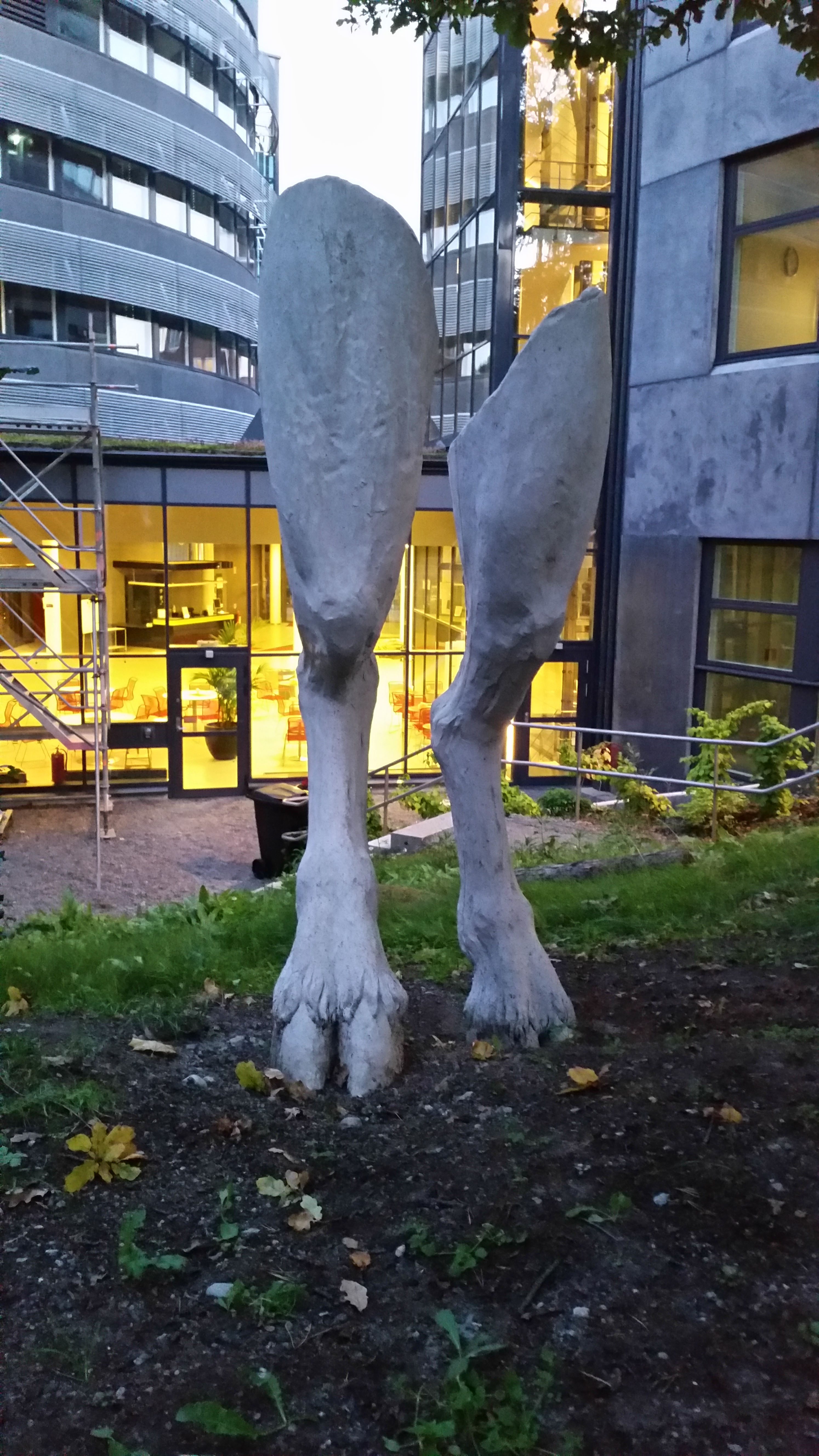
"Läckage i oskuldens trädgård", Karolinska Institutet, Solna, 2014.

Thale Vangen, född 3 oktober 1974 i Drammen, är en norsk konstnär. Hon är utbildad vid Konsthögskolan i Malmö 2005–2010.
Thale Vangen arbetar med skulpturala installationer i material som råhud, trål, metall och skinn.
Hennes verk har visats på bland annat Trelleborgs museum, Galleri Thomas Wallner, Simris, Galleri Arnstedt, Båstad, AnnaElleGallery, Stockholm, Konsthallen Mint, Stockholm, Vermillion Sands, Köpenhavn, Krognoshuset, Lund och Skånes Konstförening i Malmö.